# Чемпионат СССР по шоссейному велоспорту
Чемпионаты СССР по велоспорту на шоссе проходили с перерывами в 1924—1991 годах. 

## История
Первый всесоюзный чемпионат по велоспорту прошёл в 1923 году на Московском ипподроме, где 80 спортсменов разыграли награды в нескольких трековых дисциплинах. В следующем году прошла первая шоссейная 100-километровая групповая гонка, которую выиграл И. Лепетов. До 1937 года шоссейный чемпионат больше не проводился, затем чемпионами становились Фёдор Тарачков, Алексей Кондрашков, Алексей Логунов. В том же году кроме групповой гонки прошла многодневная (fr). Победители Спартакиад также считались чемпионами страны. В 1950 году впервые состоялась командная 100-километровая шоссейная гонка. Позже в программе чемпионата появились также индивидуальная разделка и критериум. Долгое время советские спортсмены считались любителями, и якобы соревновались в свободное от работы время. Поэтому до 1989 года чемпионат СССР считался любительским, а советские спортсмены могли выступать на Олимпиадах, но не стартовали в престижнейших велогонках, включая Гранд Тур. В 1991 году Андрей Чмиль стал последним чемпионом СССР, вскоре прекратившего своё существование.

## Призёры
Русскоязычные данные о призёрах чемпионатов СССР отсутствуют в широком доступе, поэтому ниже приведены неполные, относительно достоверные данные.

### Мужчины. Групповая гонка.
| Год  | Золото                 | Серебро              | Бронза                 |
| ---- | ---------------------- | -------------------- | ---------------------- |
| 1954 | Николай Колумбет       |                      |                        |
| 1955 | Анатолий Черепович     |                      |                        |
| 1956 | Юрий Коледов           | Борис Бебенин        | Николай Колумбет       |
| 1957 | Павел Востряков        | Георг Винник         | Владимир Крючков       |
| 1958 | Борис Бебенин          | Евгений Клевцов      | Антс Вяравас           |
| 1959 | Виктор Капитонов       | Антс Вяравас         | Алексей Петров         |
| 1960 | Алексей Подъяблонский  | Антс Вяравас         | Александр Павлов       |
| 1961 | Юрий Мелихов           | Анатолий Черепович   | Гайнан Сайдхужин       |
| 1962 | Алексей Петров         |                      |                        |
| 1963 | Гайнан Сайдхужин       | Адольф Лютый         |                        |
| 1964 | Антс Вяравас           | Гайнан Сайдхужин     |                        |
| 1965 | Николай Фадеев         |                      |                        |
| 1966 | Александр Дохляков     |                      |                        |
| 1967 | Владимир Петров        |                      |                        |
| 1968 | Яан Классен            |                      |                        |
| 1969 | Юрий Осинцев           |                      |                        |
| 1970 | Николай Дмитрук        |                      |                        |
| 1971 | Анатолий Старков       | Олег Тусумханов      | Ю. Дмитриев            |
| 1972 | Николай Красков        | Сергей Морозов       | Евгений Сметанин       |
| 1973 | Анатолий Старков       | Юрий Михайлов        | Юрий Лаврушкин         |
| 1974 | Борис Исаев            | Анатолий Старков     | А. Васьковский         |
| 1975 | Витаутас Галинаускас   | Николай Горелов      | Борис Исаев            |
| 1976 | Александр Аверин       | Сергей Морозов       | Саид Гусейнов          |
| 1977 | Сергей Морозов         | Валерий Чаплыгин     | Саид Гусейнов          |
| 1978 | Витаутас Галинаускас   | Александр Пархоменко | Игорь Москалев         |
| 1979 | Александр Гусятников   | Джанни Джакомини     | Александр Аверин       |
| 1980 | Леонид Дежиц           | Юрий Баринов         | Рамазан Галалетдинов   |
| 1981 | Игорь Боков            | Юрий Качирин         | Сергей Приблыл         |
| 1982 | Рихо Суун              | Владимир Малахов     | Пётр Угрюмов           |
| 1983 | Сергей Ермаченков      | Рихо Суун            | Андрей Топоричев       |
| 1984 | Александр Зиновьев     | Олег Логвин          | Джамолидин Абдужапаров |
| 1985 | Сергей Змиевсков       | Андрей Топоричев     | Геннадий Тарасов       |
| 1986 | Пётр Угрюмов           | Арвид Таммесалу      | Дмитрий Конышев        |
| 1987 | Джамолидин Абдужапаров | Рихо Суун            | Пётр Угрюмов           |
| 1988 | Владимир Голушко       | Улдис Ансонс         | Асят Саитов            |
| 1989 | Виктор Климов          | Константин Банкин    | Владимир Дядишкин      |

### Мужчины. Индивидуальная гонка.
| Год  | Золото             | Серебро          | Бронза             |
| ---- | ------------------ | ---------------- | ------------------ |
| 1976 | Анатолий Чуканов   | Ринат Шарафуллин | Виктор Панченков   |
| 1977 | Виктор Панченков   | Александр Кисляк | Владимир Кузнецов  |
| 1978 |                    |                  |                    |
| 1979 | Владимир Кузнецов  |                  |                    |
| 1980 | Александр Кисляк   | Олег Лядов       | Михаил Наумов      |
| 1981 | Пётр Угрюмов       | Олег Лядов       | Александр Кривинец |
| 1982 | Олег Лядов         | Пётр Радченков   | Михаил Свешников   |
| 1983 | Олег Лядов         | Николай Косарев  |                    |
| 1984 | Анатолий Яркин     | Николай Косарев  | Асят Саитов        |
| 1985 | Виктор Демиденко   | Евгений Клевжиц  | Игорь Сумников     |
| 1987 | Владимир Пульников | Асят Саитов      | Василий Жданов     |
| 1988 | Андрей Тетерюк     | Пётр Угрюмов     |                    |

### Мужчины. Критериум.
| Год  | Золото               | Серебро              | Бронза                 |
| ---- | -------------------- | -------------------- | ---------------------- |
| 1973 | Валерий Лихачёв      | Иван Скосирев        | Игорь Разуменко        |
| 1974 | Александр Гусятников | Николай Горелов      | Витаутас Галинаускас   |
| 1975 |                      |                      |                        |
| 1976 | Ааво Пиккуус         | Витаутас Галинаускас | Игорь Москалев         |
| 1977 | Ааво Пиккуус         | Михаил Первеев       | Александр Аверин       |
| 1978 |                      |                      |                        |
| 1979 | Сергей Никитенко     | Витаутас Галинаускас | Александр Аверин       |
| 1980 |                      |                      |                        |
| 1981 | Ааво Пиккуус         | Александр Ахов       | Рихо Сун               |
| 1982 | Алексей Ахов         | Рихо Сун             | Владимир Малахов       |
| 1983 | Рихо Сун             | Улдис Ансонс         | Владимир Малахов       |
| 1984 | Владимир Малахов     | Виктор Демиденко     | Рихо Сун               |
| 1985 | Иван Романов         | Рихо Сун             | Томас Кирсипуу         |
| 1986 | Улдис Ансонс         | Иван Романов         | Асят Саитов            |
| 1987 | Иван Романов         | Асят Саитов          | Джамолидин Абдужапаров |
| 1988 | Улдис Ансонс         | Сергей Усламин       | Александр Зиновьев     |

### Мужчины. Горная гонка.
| Год  | Золото       | Серебро            | Бронза             |
| ---- | ------------ | ------------------ | ------------------ |
| 1986 | Иван Иванов  | Пётр Угрюмов       | Александр Котенко  |
| 1987 | Иван Иванов  | Владимир Пульников | Дайнис Озолс       |
| 1988 | Павел Тонков | Н. Головатенко     | Владимир Пульников |

### Мужчины. Парная гонка.
| Год  | Золото                             | Серебро                             | Бронза                             |
| ---- | ---------------------------------- | ----------------------------------- | ---------------------------------- |
| 1977 | Ринат Шарафуллин Саид Гусейнов     | Владимир Каминский Анатолий Чуканов | Александр Кисляк С. Белоусов       |
| 1978 | Ааво Пиккуус Альгис Моцкус         | Александр Плюшкин Виктор Скребников | Николай Гоменюк Сергей Прибыл      |
| 1979 | Вячеслав Деденов Владимир Кузнецов | Владимир Каминский Сергей Прибыл    | Сергей Сухорученков Юрий Каширин   |
| 1980 | Ааво Пиккуус Олег Логвин           | Юрий Каширин Сергей Прибыл          | Иван Мищенко Николай Косарев       |
| 1981 | Вячеслав Деденов Сергей Кадацкий   | Сергей Шелпаков Сергей Прибыл       | Олег Сутокский Сергей Шпак         |
| 1982 | Евгений Корольков Евгений Шулгин   | Юрий Каширин Олег Логвин            | Олег Лядов Михаил Наумов           |
| 1983 | Олег Лядов Тыйну Роосмяе           | Игорь Штельмах Юрий Казаченко       | Анатолий Яркин Сергей Усламин      |
| 1984 | Асят Саитов Сергей Кадацкий        | Олег Чужда Олег Ярошенко            | Андрей Стрельников Владимир Осипов |
| 1985 | Виктор Климов Игорь Сумников       | Артур Дубетис Вячеслав Ковалев      | С. Наволокин С.Воронин             |
| 1986 | Иван Романов Олег Чужда            | Дмитрий Конышев Валерий Сапронов    | А. Мурд И. Олконен                 |
| 1987 | Василий Жданов Виктор Климов       | Юрий Мануйлов Ромес Гайнетдинов     | Э. Пясецкис А. Шпека               |
| 1988 | Василий Жданов Игорь Сумников      | Асят Саитов Юрий Мануйлов           | Виктор Кутепов Владимир Сапронов   |
| 1989 | Павел Тонков Олег Половников       | Евгений Филиппов А. Анашин          | А. Абдурахманов Александр Васекин  |

### Мужчины. Многодневная гонка.
| Год                                       | Золото               | Серебро              | Бронза                |
| ----------------------------------------- | -------------------- | -------------------- | --------------------- |
| 1937                                      | Михаил Рыбальченко   | Вершинин             | Чистяков              |
| 1938                                      | Николай Денисов      | Владимир Букреев     | Фёдор Тарачков        |
| 1939—1951 — не проводилась или нет данных |                      |                      |                       |
| 1954                                      | Родислав Чижиков     |                      |                       |
| 1955                                      | Родислав Чижиков     |                      |                       |
| 1956                                      | Виктор Капитонов     |                      |                       |
| 1957                                      | Юрий Коледов         | Евгений Немытов      | Николай Сиротин       |
| 1958                                      | Николай Ещенко       | Виктор Романов       | Алексей Подъяблонский |
| 1962                                      | Антс Вяравас         |                      |                       |
| 1963                                      |                      |                      |                       |
| 1964                                      |                      |                      |                       |
| 1965                                      |                      |                      |                       |
| 1966                                      |                      |                      |                       |
| 1967                                      | Гайнан Сайдхужин     |                      |                       |
| 1968                                      |                      |                      |                       |
| 1969                                      | Александр Кулибин    | Владислав Кухарский  | Рингольд Калненьекс   |
| 1970                                      |                      |                      |                       |
| 1971                                      | Ю. Дмитриев          | Н. Дмитрук           | Ю. Лаврушкин          |
| 1972                                      | Рингольд Калниниекс  | Виктор Кириченко     | Александр Гусятников  |
| 1973                                      | Андрис Якобсонс      | Виктор Храпов        | Александр Красков     |
| 1974                                      | А. Тихонов           | Ю. Осинцев           | В. Храпов             |
| 1975                                      | Ааво Пиккуус         | Николай Тишков       | Валерий Чаплыгин      |
| 1976                                      | Александр Аверин     | Александр Гусятников | Ринат Шарафуллин      |
| 1977                                      | Александр Кисляк     | Геннадий Радченко    | Александр Пархоменко  |
| 1978                                      | Сергей Сухорученков  | Александр Аверин     | Александр Гусятников  |
| 1979                                      |                      |                      |                       |
| 1980                                      | Рамазан Галялетдинов | Андрей Ведерников    | Юрий Баринов          |
| 1981                                      | Виктор Демиденко     | Владимир Волошин     | Олег Чужда            |
| 1982                                      | Иван Иванов          | Александр Куликов    | Александр Зиновьев    |
| 1983                                      | Владимир Волошин     | Сергей Сухорученков  | Виктор Демиденко      |
| 1984                                      | Пётр Угрюмов         | Сергей Усламин       | Андрей Ведерников     |
| 1985                                      | Андрей Ведерников    | Иван Романов         | Владимир Пульников    |
| 1986                                      | Василий Жданов       | Дмитрий Конышев      | Олег Чужда            |
| 1987                                      | Дмитрий Конышев      | Сергей Сухорученков  | Вячеслав Екимов       |
| 1988                                      | Андрей Тетерюк       | Дайнис Озолс         | Сергей Сухорученков   |

### Мужчины. Групповая гонка. Профессионалы.
| Год  | Золото          | Серебро         | Бронза             |
| ---- | --------------- | --------------- | ------------------ |
| 1989 | Иван Иванов     | Дмитрий Конышев | Рихо Суун          |
| 1990 | Дмитрий Конышев | Пётр Угрюмов    | Владимир Пульников |
| 1991 | Андрей Чмиль    | Вячеслав Екимов | Пётр Угрюмов       |